# Ochetostoma septemyotum
Ochetostoma septemyotum is een lepelworm uit de familie Thalassematidae.
De wetenschappelijke naam van de soort werd in 1963 gepubliceerd door Datta-Gupta, Menon & Johnson.